# رشته‌های قلب
رشته‌های قلب یا طناب‌های زردپی یا طناب‌های وَتَری (انگلیسی: Chordae tendineae) طناب‌های ناکِشسانی از بافت پیوندی رشته‌ای هستند که ماهیچه‌های پستانچه‌ای (پاپیلاری) را به دریچه سه‌لتی و دولَتی (میترال) در قلب متصل می‌کنند.

## ساختار
رشته‌های قلب، دریچه‌های دهلیزی-بطنی (دریچه سه‌لتی و دریچه میترال) را به عضلات پاپیلاری داخل بطن متصل می‌کنند.[۲] چندین رشته قلب به هر لت یا کاسپ دریچه‌ها متصل می‌شوند. رشته‌های قلب حاوی الاستین در یک ساختار ظریف به ویژه در اطراف خود هستند.

### زردپی تودارو
زردپی تودارو (Todaro) ادامه دریچه اوستاشی (Eustachian) بزرگ‌سیاهرگ پسین و دریچه سینوس کرونری است. همراه با دهانه سینوس کرونری و کاسپ سپتال دریچه سه‌لتی، مثلث کخ تشکیل می‌شود. رأس مثلث کُخ محل گره دهلیزی‌بطنی است.

## کارکرد
یک تصویر پزشکی که برش عرضی قلب و شش‌ها را نشان می‌دهد، رشته‌های قلب قابل مشاهده هستند.
در طول سیستول دهلیزی، خون از دهلیزها به بطن‌ها در امتداد شیب فشار جریان می‌یابد. رشته‌های قلب شل می‌شوند زیرا دریچه‌های دهلیزی‌بطنی به زور باز می‌شوند.
هنگامی که بطن قلب در سیستول بطنی منقبض می‌شوند، فشار خون افزایش یافته در هر دو حفره، دریچه‌های دهلیزی‌بطنی را به‌طور همزمان به سمت بسته شدن هل می‌دهد و از بازگشت خون به دهلیز جلوگیری می‌کند. از آنجایی که فشار خون در دهلیزها بسیار کمتر از بطن‌ها است، لت‌ها سعی می‌کنند به سمت مناطق کم فشار برگردند. رشته‌های قلب با سفت شدن از این افتادگی جلوگیری می‌کنند، که لت‌ها را می‌کشد و آنها را در حالت بسته نگه می‌دارد.

## اهمیت بالینی

### پارگی رشته‌های قلب
بیماری دریچه قلب می‌تواند منجر به پارگی رشته‌های قلب شود. این می‌تواند باعث نارسایی شدید میترال شود.

### دریچه دولَتی چتری
دریچه میترال چتری زمانی رخ می‌دهد که تمام رشته‌های قلب دریچه میترال به یک عضله پاپیلاری متصل شوند.این باعث تنگی دریچه میترال در سنین پایین می‌شود. این یک نقص مادرزادی قلب نادر است. اگرچه اغلب باعث نارسایی میترال می‌شود، اما ممکن است هیچ علامتی نداشته باشد.